# Harry Hopman
Henry Christian "Harry" Hopman (Glebe, Sydney, 12 d'agost de 1906 – Seminole, Estats Units, 27 de desembre de 1985) fou un jugador, entrenador i periodista de tennis australià.
En el seu palmarès destaquen dos títols de dobles masculins i cinc de dobles mixts de Grand Slams. Va disputar un total de divuit finals de Grand Slam: tres individuals, set de dobles masculins i vuit de dobles mixts. Va formar part de l'equip australià de Copa Davis, però va destacar especialment com a capità de l'equip durant més de vint anys, dirigint l'època daurada del tennis australià que va aconseguir un total de setze títols.

## Biografia
Fill de Jennie Siberteen i John Henry Hopman, que era professor i director d'escola.
Es va casar per primer cop amb Nell Hall, també tennista i amb qui va jugar diversos torneigs mixts, el 19 de març de 1934 a Sydney. La seva muller va morir el 10 de gener de 1968 a causa d'un tumor intracranial. A continuació va emigrar als Estats Units per ser entrenador professional de tennis a la Port Washington Tennis Academy, on va treballar amb Vitas Gerulaitis i John McEnroe. Posteriorment va obrir la seva pròpia escola Harry Hopman's International Tennis a Largo, junt a la seva segona muller, Lucy Pope Fox, amb qui es va casar el 2 de febrer de 1971.
Hopman va morir el 27 de desembre de 1985 a causa d'un infart de miocardi.
Va capitanejar l'equip australià de Copa Davis durant 22 temporades entre 1939 i 1967, i va dirigir l'equip cap a setze títols, fita que no s'ha igualat en la història del tennis. Fou un gran defensor el tennis amateur, de fet estava en contra del tennis professional i s'enemistava amb tots els tennistes que esdevenien professionals.
Mentre era jugador i entrenador també va treballar com a periodista esportiu en el Melbourne Herald l'any 1933. Després de la Segona Guerra Mundial va preferir centrar-se en ser entrenador i va exercir com a periodista esporàdicament.
Fou condecorat com a Oficial de l'Orde de l'Imperi Britànic l'any 1951, i Comandant de l'Imperi Britànic el 1956 per la seva contribució al tennis australià. En el seu honor es va anomenar Hopman Cup el torneig disputat anualment entre països amb parelles mixtes. La seva vídua, Lucy Hopman, és convidada en cada edició del torneig. Va entrar a l'International Tennis Hall of Fame l'any 1978.

## Torneigs de Grand Slam

### Individual: 3 (0−3)
| Resultat  | Núm. | Any  | Campionat                    | Oponent       | Marcador                |
| --------- | ---- | ---- | ---------------------------- | ------------- | ----------------------- |
| Finalista | 1.   | 1930 | Australian Championships     | Edgar Moon    | 3−6, 1−6, 3−6           |
| Finalista | 2.   | 1931 | Australian Championships (2) | Jack Crawford | 4−6, 2−6, 6−2, 1−6      |
| Finalista | 3.   | 1932 | Australian Championships (3) | Jack Crawford | 6−4, 3−6, 6−3, 3−6, 1−6 |

### Dobles masculins: 7 (2−5)
| Resultat  | Núm. | Any  | Campionat                    | Parella          | Oponents                         | Marcador                |
| --------- | ---- | ---- | ---------------------------- | ---------------- | -------------------------------- | ----------------------- |
| Guanyador | 1.   | 1929 | Australian Championships     | Jack Crawford    | Jack Cummings Edgar Moon         | 6−1, 6−8, 4−6, 6−1, 6−3 |
| Guanyador | 2.   | 1930 | Australian Championships (2) | Jack Crawford    | Tim Fitchett John Hawkes         | 8−6, 6−1, 2−6, 6−3      |
| Finalista | 1.   | 1930 | Internationaux de France     | Jim Willard      | Henri Cochet Jacques Brugnon     | 3−6, 7−9, 3−6           |
| Finalista | 2.   | 1931 | Australian Championships     | Jack Crawford    | Charles Donohoe Roy Dunlop       | 6−8, 2−6, 7−5, 9−7, 4−6 |
| Finalista | 3.   | 1932 | Australian Championships (2) | Gerald Patterson | Jack Crawford Edgar Moon         | 10−12, 3−6, 6−4, 4−6    |
| Finalista | 4.   | 1939 | U.S. Championships           | Jack Crawford    | Adrian Quist John Bromwich       | 6−8, 1−6, 4−6           |
| Finalista | 5.   | 1948 | Internationaux de France (2) | Frank Sedgman    | Lennart Bergelin Jaroslav Drobný | 6−8, 1−6, 10−12         |

### Dobles mixts: 8 (5−3)
| Resultat  | Núm. | Any  | Campionat                    | Parella          | Oponents                            | Marcador       |
| --------- | ---- | ---- | ---------------------------- | ---------------- | ----------------------------------- | -------------- |
| Guanyador | 1.   | 1930 | Australian Championships     | Nell Hall        | Marjorie Cox Crawford Jack Crawford | 11−9, 3−6, 6−3 |
| Finalista | 1.   | 1932 | Wimbledon Championships      | Josane Sigart    | Elizabeth Ryan Enrique Maier        | 5−7, 2−6       |
| Finalista | 2.   | 1935 | Wimbledon Championships (2)  | Nell Hall Hopman | Dorothy Round Little Fred Perry     | 5−7, 6−4, 2−6  |
| Guanyador | 2.   | 1936 | Australian Championships (2) | Nell Hall Hopman | May Blick Abe Kay                   | 6−2, 6−0       |
| Guanyador | 3.   | 1937 | Australian Championships (3) | Nell Hall Hopman | Dorothy Stevenson Don Turnbull      | 3−6, 6−3, 6−2  |
| Guanyador | 4.   | 1939 | Australian Championships (4) | Nell Hall Hopman | Margaret Wilson John Bromwich       | 6−8, 6−2, 6−3  |
| Guanyador | 5.   | 1939 | U.S. Championships           | Alice Marble     | Sarah Palfrey Cooke Elwood Cooke    | 9−7, 6−1       |
| Finalista | 3.   | 1940 | Australian Championships     | Nell Hall Hopman | Nancye Wynne Bolton Colin Long      | 5−7, 6−2, 4−6  |

## Palmarès

### Equips: 1 (1−0)
| Resultat  | Núm. | Data                      | Torneig                             | Superfície | Equip                                    | Oponents                                         | Marcador |
| --------- | ---- | ------------------------- | ----------------------------------- | ---------- | ---------------------------------------- | ------------------------------------------------ | -------- |
| Guanyador | 1.   | 2 − 5 de setembre de 1939 | Copa Davis, Haverford, Estats Units | Gespa      | John Bromwich Jack Crawford Adrian Quist | Joseph Hunt Jack Kramer Frank Parker Bobby Riggs | 3−2      |